# 馬自達RX-792P

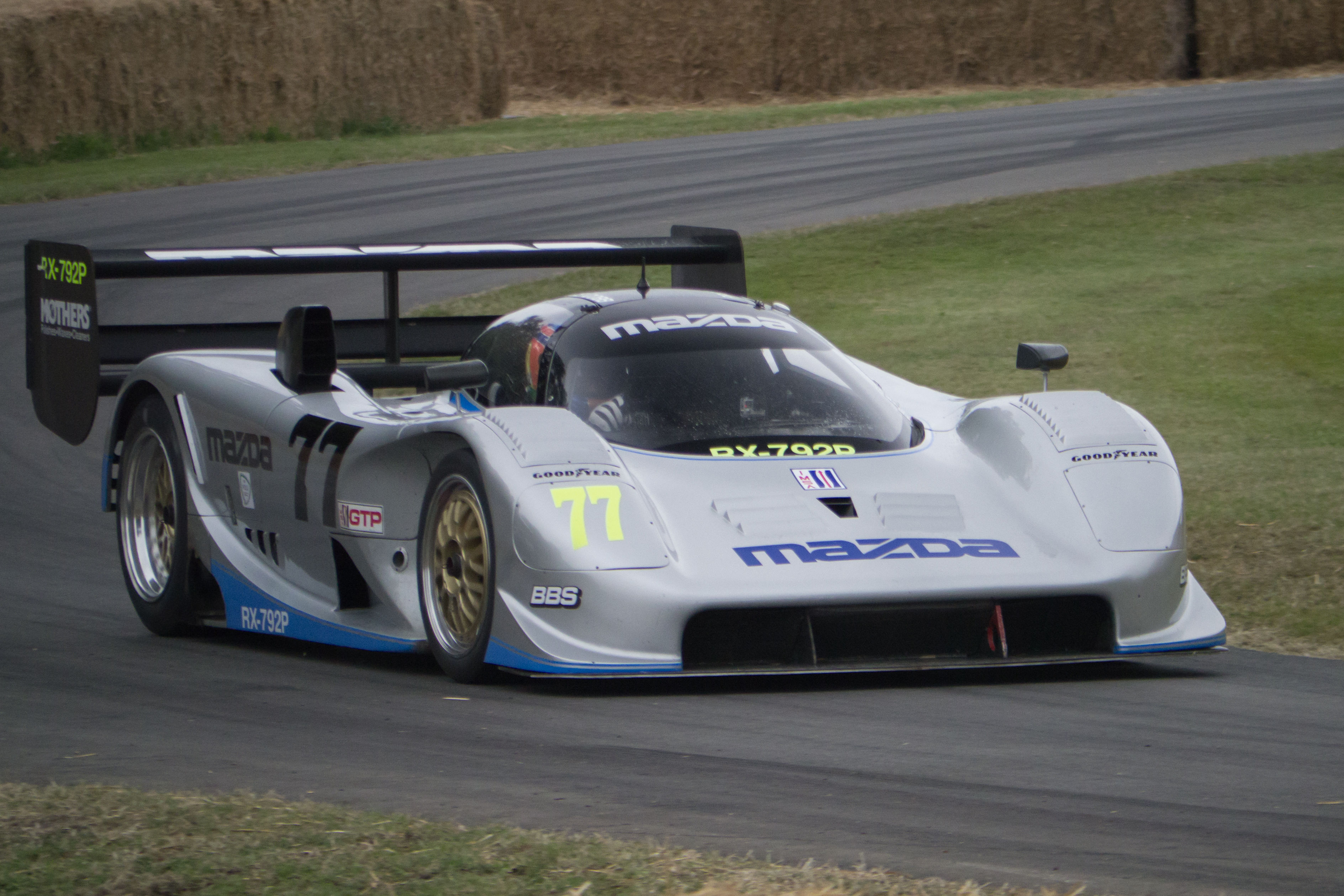
馬自達RX-792P

馬自達RX-792P是一輛參加過美國IMSA（International Motor Sports Association）GTP大賽的原型賽車。至於車名的由來，結合了「RX-7」、「1992年參賽」與「Prototype原型車」而成為RX-792P。

## 車輛規格
- 乘員：1名
- 車體型式：雙門賽車
- 引擎：654c.c. x 4直列四轉子R26B型轉子引擎
- 最大馬力：650ps / 9,000rpm
- 最大扭力：62kg·m / 6,500rpm
- 變速排檔系統：五速手動排檔
- 驅動方式：MR
- 全長：4,812 毫米
- 全寬：1,980 毫米
- 全高：1,010 毫米
- 軸距：2,690 毫米
- 前一代車型：馬自達787

## 概要
馬自達在1992年IMSA-GTP大賽中派出兩輛原型賽車，車號分別是77與78號。所搭載的引擎跟1991年獲得利曼24小時耐力賽的787B一樣是654c.c. X 4的R26B型轉子引擎，但受到美國IMSA大會對引擎音量的規則限制，馬力輸出做了若干修改。
馬自達車隊並沒有參加第一站的德多納24小時耐力賽（24 Hours of Daytona），直到第二站邁阿密格蘭披治大賽才派出普萊斯·卡伯（Price Cobb）駕著77號車（78號車由彼得·豪斯麥〔Pete Halsmer〕駕駛）出賽。不幸的是開賽前因引擎排出的熱氣導致車身著火，被迫退出比賽；相同的情況接著亦發生在賽布林12小時耐力賽（12 Hours of Sebring）。另一部78號車在第四站的亞特蘭大之路賽道（Road Atlanta）加入，不過一點小狀況使得第二輛車被淘汰。最後在加入該年度的十二場比賽中，RX-792P獲得第2、3名各一次。
- 第一站德多納24小時耐力賽：未參賽
- 第二站邁阿密格蘭披治大賽：車輛著火
- 第三站賽布林12小時耐力賽：同上
- 第四站亞特蘭大之路賽道：
  - 77號車：第15名
  - 78號車：淘汰
- 第五站萊姆岩石公園賽道（Lime Rock Park）：
  - 77號車：第4名
  - 78號車：第3名
- 第六站中俄亥俄州賽車場（Mid-Ohio Sports Car Course）：
  - 77號車：第6名
  - 78號車：第9名
- 第七站紐奧良：
  - 77號車：第16名
  - 78號車：第18名
- 第八站瓦特金·葛蘭國際賽道（Watkins Glen International）：
  - 77號車：第2名
  - 78號車：第15名
- 第九站雷古納·賽卡賽道（Mazda Raceway Laguna Seca）：
  - 77號車：第15名
  - 78號車：第7名
- 第十站波特蘭國際賽車場（Portland International Raceway）：
  - 77號車：第15名
  - 78號車：第16名
- 第十一站美國之路賽道（Road America）：
  - 77號車：第4名
  - 78號車：第5名
- 第十二站鳳凰城國際賽車場（Phoenix International Raceway）：
  - 77號車：第11名
  - 78號車：淘汰
- 第十三站戴爾·馬爾：
  - 77號車：第18名
  - 78號車：第15名

## 內部連結
- 馬自達787

## 外部連結
- （英文）1992 Mazda RX-792P （页面存档备份，存于）